# Yankee Squadron

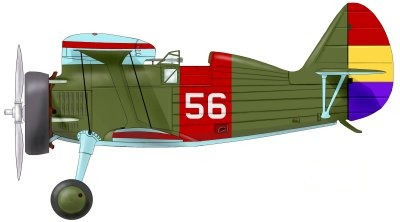
En Polikarpov I-15 i den liberala sidans färger.

Yankee Squadron var en grupp frivilliga amerikanska piloter som mot en låg ersättning deltog i det spanska inbördeskriget.
Under 1936 var agenter från den spanska liberala sidan i USA för att informera om kriget och värva stridspiloter som kunde delta i kriget. I december 1936 reste sex amerikanska flygare med kryssningsfartyget Normandie för att ansluta sig till Bert Acosta som redan var på plats i Spanien. Den avtalade lönen var 1 500 dollar i månaden plus en bonus på 1 000 dollar för varje vitt flygplan som sköts ner. När fartyget anlände till  Frankrike var det tänkt att det skulle genomföras en julfest i Biarritz för piloterna och deras fruar, men planerna ändrades till att sända en julhälsning till folket i Burgos genom att bomba Francos högkvarter.
Piloterna klagade över de plan de tilldelades och i januari 1937 återvände två av dem till USA. De överlevande piloterna återvände i augusti samma år.
I Yankee Squadron deltog bland andra:
- Bertrand Blanchard Acosta, andrepilot på flygplanet America, som korsade Atlanten 1927.
- Eddie August Schneider
- Thomas George Lanphier
- Frederic Ives Lord
- Gordon K. Berry
- Eddie Semons
- Frank Glasgow Tinker (alias Francisco Gomez Trejo)